# Mohammed Gargo
Mohammed Gargo (Accra, 1975. június 19. –) olimpiai bronzérmes ghánai labdarúgóhátvéd.